# Razorblade Romance
Razorblade Romance - другий студійний альбом фінського рок-гурту HIM, продюсером якого є Джон Фраєр. Автором музики й слів композиції Wicked Game (видання для Великої Британії) є Кріс Айзек, решти композицій - лідер гурту Вілле Вало.

## Оригінальний трекліст
| #   | Назва                                                                         | Тривалість |
| --- | ----------------------------------------------------------------------------- | ---------- |
| 1.  | «I Love You (Prelude to Tragedy) / Я люблю тебе (Прелюдія до трагедії)»       | 3:09       |
| 2.  | «Poison Girl / Дівчина-отрута»                                                | 3:51       |
| 3.  | «Join Me in Death / Приєднуйся до мене в смерті»                              | 3:36       |
| 4.  | «Right Here in My Arms / Прямо тут у моїх руках»                              | 4:00       |
| 5.  | «Gone With the Sin»                                                           | 4:21       |
| 6.  | «Razorblade Kiss»                                                             | 4:18       |
| 7.  | «Bury Me Deep Inside Your Heart / Поховай мене глибоко всередині твого серця» | 4:15       |
| 8.  | «Heaven Tonight / Небеса цієї ночі»                                           | 3:18       |
| 9.  | «Death Is in Love With Us / Смерть - це закохатися в нас»                     | 2:57       |
| 10. | «Resurrection / Відновлення»                                                  | 3:39       |
| 11. | «One Last Time / Один останній раз»                                           | 5:09       |
| 12. | «Sigillum Diaboli (бонус-трек)»                                               | 3:53       |
| 13. | «The 9th Circle / Дев'яте коло (бонус-трек)»                                  | 5:09       |